# 毛柱瑞香
毛柱瑞香（学名：Daphne jinyunensis var. ptilostyla）为瑞香科瑞香属下的一个变种。

## 扩展阅读
- 維基物種上的相關：毛柱瑞香